# Federação Azerbaijana de Atletismo
A Federação Azerbaijana de Atletismo (em azeri:  Azərbaycan Atletika Federasiyası) foi fundada em 1923.
É a entidade que supervisiona a prática de atletismo no Azerbaijão.
A sua sede fica em Baku, a capital do Azerbaijão. O seu presidente é Çingiz Hüseynzadə (2017).
A Federação Azerbaijana de Atletismo é membro da Associação Europeia de Atletismo (AEA), e da Associação Internacional das Federações de Atletismo (IAAF).